# يحيى رضا جاد
يحيى رضا جاد باحث وطبيب مصري، من مواليد عام 1986. له مؤلفات منها في فقه الاجتهاد والتجديد: دراسة تأصيلية تطبيقية والحرية الفكرية والدينية: رؤية إسلامية جديدة، وعشرات المقالات والدراسات العلمية.